# Proviverridae
Proviverrinae (альтернативний варіант написання: Proviverridae) — викопна підродина плацентарних ссавців у вимерлому ряді Hyaenodonta. Викопні рештки цих ссавців відомі з відкладень раннього і пізнього еоцену в Європі.